# Pietro Avoscani
Pietro Avoscani (né en 1816 à Livourne – mort le 1er mars 1891 à Alexandrie) est un architecte italien qui a émigré à Alexandrie en 1837.

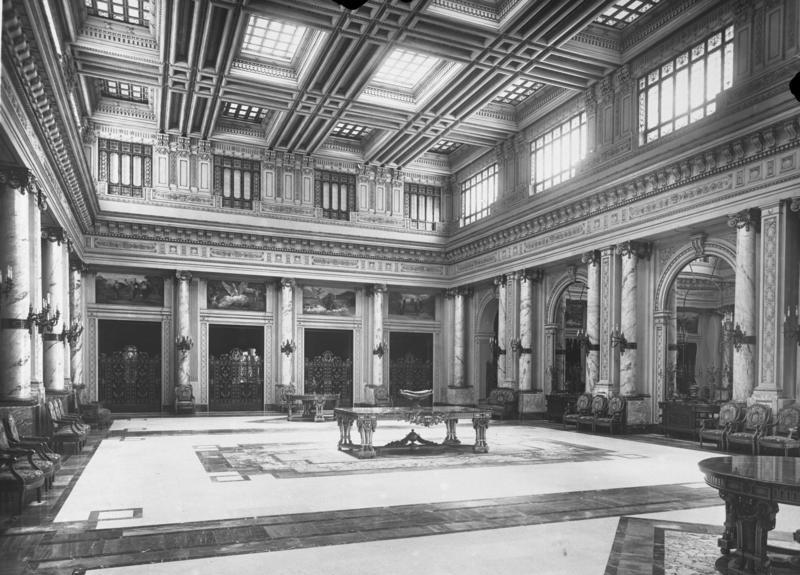
Palais de Ras el Tin en 1931

## Œuvres
- Palais de Gabbar, 1846-48
- Palais de Ras el Tin, 1847
- Palais de Abbasiyya et Hilmiyya, 1849
- Palais de Gazira et Chubra, 1860-61
- Théâtre Zizinia, 1863[3],[4]
- Opéra khédival du Caire, 1869
- Bourse de Minet el Bassal, 1871